# Giancarlo Antognoni
Giancarlo Antognoni (Marsciano, 1 april 1954) is een voormalig Italiaans voetballer. Hij speelde op het middenveld een spelbepalende rol. Hij begon zijn carrière bij Astimacobi. Vervolgens speelde hij het grootste gedeelte van zijn loopbaan bij Fiorentina, om af te sluiten bij het Zwitserse Laussanne-Sport. Met Fiorentina won hij in 1976 de Coppa Italia.

## Interlandcarrière
In 1982 werd hij wereldkampioen met Italië. Antognoni speelde 73 interlands voor Italië en maakte zeven interlandgoals. Hij maakte zijn debuut voor de nationale ploeg op woensdag 20 november 1974 in de EK-kwalificatiewedstrijd in en tegen Nederland (3-1).
| Interlanddoelpunten | Interlanddoelpunten | Interlanddoelpunten          | Interlanddoelpunten | Interlanddoelpunten | Interlanddoelpunten | Interlanddoelpunten |
| #                   | Datum               | Locatie                      | Tegenstander        | Goal(s)             | Uitslag             | Wedstrijd           |
| ------------------- | ------------------- | ---------------------------- | ------------------- | ------------------- | ------------------- | ------------------- |
| 1                   | 07/04/1976          | Turijn, Italië               | Portugal            | 45'                 | 3 – 1               | Vriendschappelijk   |
| 2                   | 05/06/1976          | Milaan, Italië               | Roemenië            | 60'                 | 4 – 2               | Vriendschappelijk   |
| 3                   | 16/10/1976          | Luxemburg, Luxemburg         | Luxemburg           | 50'                 | 1 – 4               | WK-kwalificatie     |
| 4                   | 17/11/1976          | Rome, Italië                 | Engeland            | 36'                 | 2 – 0               | WK-kwalificatie     |
| 5                   | 08/10/1977          | West-Berlijn, West-Duitsland | West-Duitsland      | 75'                 | 2 – 1               | Vriendschappelijk   |
| 6                   | 21/12/1977          | Luik, België                 | België              | 73'                 | 0 – 1               | Vriendschappelijk   |
| 7                   | 06/12/1980          | Athene, Griekenland          | Griekenland         | 11'                 | 0 – 2               | WK-kwalificatie     |

## Erelijst
Fiorentina
- Coppa Italia

1976
 Italië
- Wereldkampioen

Spanje 1982